# Max Matheis
Max Matheis (* 28. Juni 1894 in Triftern; † 3. August 1984 in Passau) war ein deutscher Heimatschriftsteller.

## Leben
Der Sohn eines Lehrers wuchs in Passau auf und besuchte das Lehrerseminar in Straubing. Er nahm am Ersten Weltkrieg teil und war danach Hilfslehrer in Holzkirchen, das heute zur Gemeinde Ortenburg gehört. 1924 bis 1935 wirkte er als Lehrer in Nottau, einem Ortsteil von Obernzell, danach in Passau an der Nikolaschule. Bereits in jungen Jahren hatte Matheis mit dem Schreiben von Gedichten und kürzeren Geschichten begonnen.
Matheis trat am 1. Mai 1933 der NSDAP bei (Mitgliedsnummer 1.891.804) und im August 1933 der SA. Ab 1934 bis zu seinem Umzug nach Passau war er NS-Kreiskulturwart in Wegscheid, zudem war er Mitarbeiter der Völkischen Beobachters und ab 1935 auch des Sicherheitsdienstes der SS. Im Jahre 1937 wurde er Truppführer in der SA.
Matheis nahm am Einmarsch deutscher Truppen in Österreich im März 1938 sowie am Einmarsch ins Sudetenland im Herbst 1938 teil, ab 1. September 1939 kämpfte er in der Wehrmacht zunächst in Polen und dann in Frankreich. 1941 wurde er unabkömmlich gestellt und kehrte nach Passau zurück. Er wurde im Juni 1945 wegen seiner Beteiligung am Nationalsozialismus von der US-amerikanischen Besatzungsmacht interniert und zunächst in das Lager Natternberg bei Deggendorf und später in das Lager Langwasser bei Nürnberg verbracht. Im Zuge seines anschließenden Entnazifizierungsverfahrens verschwieg er Teile seiner völkisch-nazistischen Schriften und erreichte eine Einstufung in die Kategorie "Mitläufer". Ab 1948 durfte er wieder als Lehrer unterrichten.
1960 erhielt er das Bundesverdienstkreuz am Bande, die Stadt Passau verlieh ihm 1967 die Ehrenbürgerwürde. Im gleichen Jahr wurde im späteren Passauer Stadtteil Heining eine Straße nach ihm benannt. 
Matheis starb am 3. August 1984. Sein Grab befindet sich auf dem Innstadtfriedhof in Passau, auf diesem Friedhof ist sein Name auch auf dem Ehrenmal der Stadt Passau verzeichnet. Einem vielfach geäußerten Wunsch, die Ehrenbürgerwürde abzuerkennen, wurde nicht gefolgt, weil eine Ab- bzw. Zuerkennung laut Behördenangaben nur zu Lebzeiten erfolgen kann.

## Schriftsteller
Unter dem Titel Bauernbrot veröffentlichte er 1939 seine ersten Mundartgedichte. Es folgten Romane und Erzählungen. Im Mittelpunkt seiner Werke steht das Leben einfacher Menschen aus dem Bayerischen Wald. 1971 erhielt er den Kulturpreis des Bayerischen Wald-Vereins. In seinen Texten aus der NS-Zeit verwandte er diffamierende Bezeichnungen für Juden und Andersdenkende, auch finden sich zahlreiche Belege für völkisch-nationalistische und nationalsozialistische Haltungen. Matheis kann den "Blut- und Boden"-Autoren zugeordnet werden.

## Werke
- 1939: Bauernbrot. Mundartgedichte, München, Buchner
- 1942: Bayerisches Bauernbrot. Mundartgedichte, München, Buchner
- 1943: Nachbarn. Roman, Stuttgart, J.G. Cotta’sche Buchhandlung
- 1949: Der Zinken Zacherl. Hamburg, Erich Matthes
- 1950: Die Falkin. Roman, Gütersloh, C. Bertelsmann
- 1954: Ihm ward ein Kranz gereicht. Stuttgart, Loewes Verlag
- 1956: Sankt Englmar und der Knecht. Legende, Passau, Buchdruckerei AG Passavia
- 1959: Das stärkere Gebot und andere Erzählungen. Passau, Neue-Presse-Verl.-Ges.
- 1965: Dem Abend zu. Erzählung, Passau, Institut für Ostbairische Heimatforschung
- 1968: Besondere Leut. Erzählung, Grafenau, Morsak-Verlag